# خانه دادخواه
خانه دادخواه اثری تاریخی مربوط به دوره صفوی است و در شهرستان تیران و کرون، بخش مرکزی، شهر تیران، خیابان طالقانی جنوبی، خیابان حافظ، کوی هجرت، بن‌بست ارغوان، پ ۹ واقع شده و این اثر در تاریخ ۲۲ آبان ۱۳۸۶ با شمارهٔ ثبت ۲۰۰۱۶ به‌عنوان یکی از آثار ملی ایران به ثبت رسیده است.